# 世界四大文明

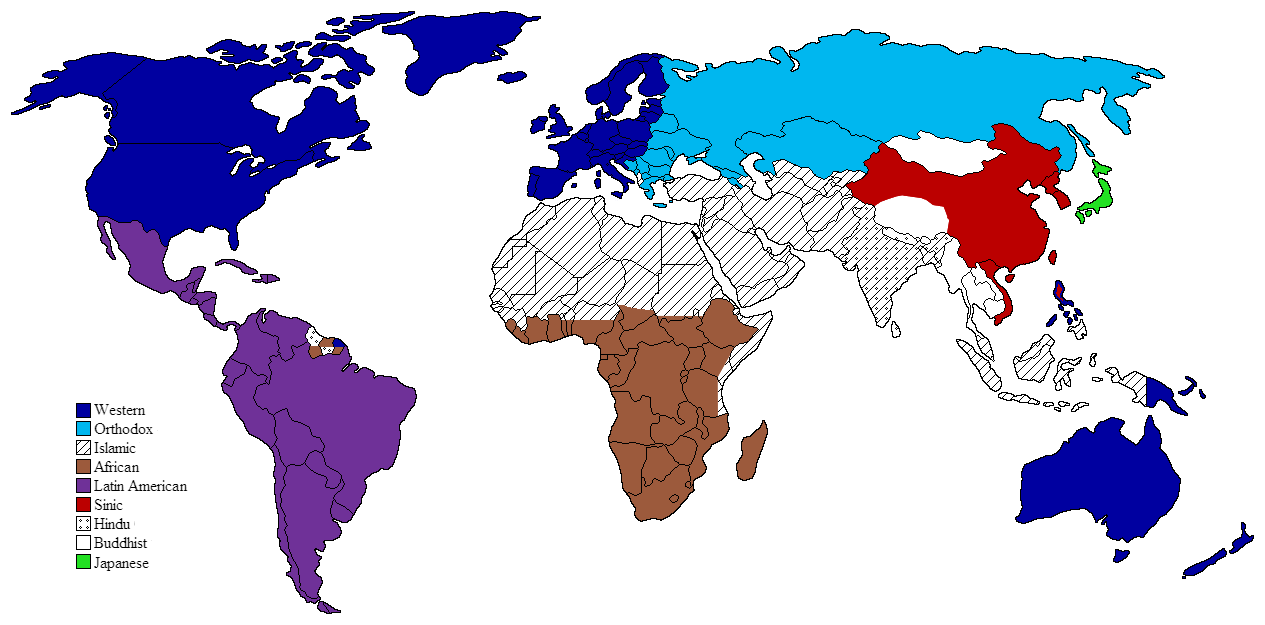
サミュエル・P・ハンティントン『文明の衝突』の世界地図

世界四大文明（せかいよんだいぶんめい）は、歴史観・文明観の一つ。20世紀以降の日本や中国でのみ用いられる言葉・表現である。国際的には「文明のゆりかご」（Cradle of civilization）と言う。学術上、何をもって「文明」とするか、世界中の研究者によって様々な見解が提唱され明確に定義できていないために、文明の数についても特定できない。世界四大文明という言葉は、国際的に通用しない言葉であるだけでなく、学術上の提唱者すら不明であり、通俗的、慣習的に長年使用されている用語である。
日本や中国では、紀元前3000年から紀元前2000年にかけて生まれたメソポタミア文明、エジプト文明、インダス文明、中国文明の4つの文明を世界四大文明としている。いずれも大河のほとりに生まれたため四大河文明と呼ぶこともある。国際的な用語である「文明のゆりかご」（"Cradle of civilization"）は、肥沃な三日月地帯を念頭に起きつつ、長江文明、メソアメリカ文明、アンデス文明、等々も含む。「文明」の学術上の定義、そして、そこから導かれる文明の数など、いずれも様々な見解が提唱されている。

## 由来
「四大文明」という考え方の由来は不明である。
一説によれば、日本の考古学者、江上波夫に由来するとされる。杉山正明の述懐によれば、江上本人が「四大文明」は自分の造語だと主張したとされる。また、村井淳志の調査によれば、「四大文明」という語句の初出が確認できるのも、江上が携わった1952年発行の山川出版社の教科書『再訂世界史』だとされる。
また一説によれば、中国清朝末期の知識人、梁啓超に由来するとされる。具体的には、梁啓超が1900年に作った詩『二十世紀太平洋歌』の中にあり、「地球上の古文明の祖国に四つがあり、中国・インド・エジプト・小アジアである」と述べている。なお、そのような梁啓超も含めて、20世紀初頭の中国人知識人たちの文明観は、福澤諭吉・浮田和民・茅原華山ら日本人の文明観の影響を受けていた。あるいは彼ら日本人を経由して、西洋の文明観の影響も受けていた。
そのほか、文明と大河の関係性に着目する文明論として、20世紀中期のカール・ウィットフォーゲルが提唱した水力社会論がある。

## 受容
21世紀初頭には、中国の習近平党総書記兼国家主席が「四大文明の中で中華文明だけが中断なく続いている」と主張しており、アメリカ合衆国のドナルド・トランプ大統領を故宮に自ら案内した際も同様の主張を行って注目された。
それと関連して、中国政府は、シルクロードの復活や中華民族の偉大なる復興を掲げての歴史利用的な外交の一環として、「古代文明国フォーラム」（Ancient Civilizations Forum）をギリシャとともに主催している。そこには、メソポタミア文明があったイラク、エジプト文明があったエジプト、インダス文明があったインド、メソアメリカ文明があったメキシコ、アンデス文明があったペルーやボリビアなども参加している。
そのほか、北朝鮮は「大同江文化」を加えて独自に「世界五大文明」だとしている。

## 関連文献
- 石川禎浩「中国近現代における文明史観の受容と展開 : 兼ねて「四大文明」説の由来を論ず (特集 文明)」『史林』第102巻第1号、史学研究会 (京都大学大学院文学研究科内)、2019年1月、152–187頁、doi:10.14989/shirin_102_152、ISSN 0386-9369、NAID 120006605411。
- 川尻文彦「近代中国における「文明」――明治日本の学術と梁啓超」『東アジア近代における概念と知の再編成』第35巻、国際日本文化研究センター、2010年3月、131–160頁、doi:10.15055/00002488。

### NHKスペシャル
2000年にNHKスペシャルで『四大文明』というタイトルで特集番組が放送され、関連書籍が出版された。
1. 吉村 作治、後藤 健、NHKスペシャル「四大文明」プロジェクト『エジプト』日本放送出版協会〈NHKスペシャル 四大文明〉、2000年7月。ISBN 978-4-14-080532-9。OCLC 48007972。
2. 松本 健、NHKスペシャル「四大文明」プロジェクト『メソポタミア』日本放送出版協会〈NHKスペシャル 四大文明〉、2000年7月。ISBN 978-4-14-080533-6。OCLC 47089854。
3. 近藤 英夫、NHKスペシャル「四大文明」プロジェクト『インダス』日本放送出版協会〈NHKスペシャル 四大文明〉、2000年8月。ISBN 978-4-14-080534-3。OCLC 47819890。
4. 鶴間 和幸、NHKスペシャル「四大文明」プロジェクト『中国』日本放送出版協会〈NHKスペシャル 四大文明〉、2000年8月。ISBN 978-4-14-080535-0。OCLC 675135961。